# Soběslavovci
Soběslavovci byli vedlejší větev přemyslovské dynastie. Zakladatelem byl Soběslav I.; nepočetná rodová linie vymřela smrtí jeho syna knížete Václava II. někdy po roce 1192. Celkem tři její příslušníci byli během bojů o knížecí stolec českými knížaty: Soběslav I. (vládl 1125–1140), Soběslav II. (vládl 1173–1178) a kníže Václav II. (vládl 1191–1192).

## Dějiny

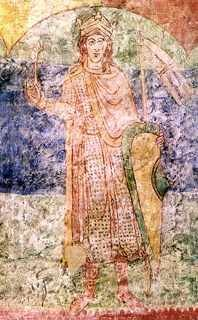
Vratislav II., freska ze znojemské rotundy.

### Počátek rodu
Praotcem větve byl první český král Vratislav II., syn Břetislava I. Z jeho třetího manželství se Svatavou Polskou vzešli tři synové, kteří se stali českými knížaty. Bořivoj II. sice měl syny, kteří však po sobě nezanechali dědice. Vladislav I. se stal zakladatelem královské větve, jeho syn Vladislav II. se stal roku 1158 druhým českým králem. Nejmladším synem byl Soběslav I., který se stal zakladatelem Soběslavovců. Jejich otec Vratislav zemřel roku 1092 a po krátké vládě Konráda I. Brněnského se novým knížetem stal Břetislav II. a po něm v roce 1100 bratr Bořivoj. Soběslav se stal vzápětí bratrovým stoupencem, v roce 1107, kdy musel Bořivoj do polského exilu, jej Soběslav následoval. Zde zůstal i po bratrově uvěznění v roce 1110.
V roce 1111 obdržel Soběslav od bratra Vladislava Žatecko, které však udržel pouze do roku 1113, kdy zavraždil palatina Vacka. Následně uprchl znovu do Polska. Do Čech se Soběslav znovu vrátil roku 1115, kdy dostal na popud matky Svatavy od Vladislava Hradecko, které ještě téhož roku vyměnil za brněnský úděl. Soběslav se poté angažoval ve vysoké politice, například v roce 1116 se účastnil vítězné bitvy na Luckém poli, na které měl velký podíl. Již v roce 1123 však musel Soběslav do exilu znovu, z důvodu dosazení Oty II. Olomouckého na brněnského knížete. Do Čech se Soběslav vrátil roku 1125, kdy mu, z popudu matky Svatavy, Vladislav zařídil nástupnictví. 16. dubna 1125 se tak Soběslav stal po smrti bratra Vladislava českým knížetem.

### Na vrcholu

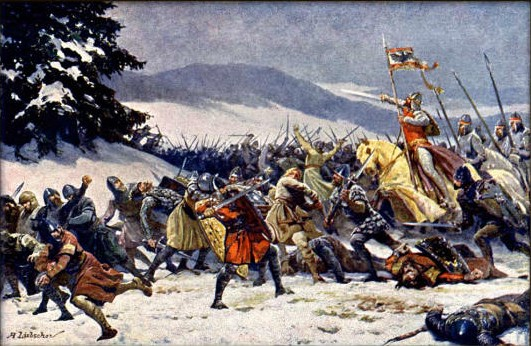
Vítězství Soběslava I. u Chlumce

Proti novému knížeti však brzy povstal starší Ota II. Olomoucký. Ještě roku 1125 jej uznal římský král Lothar III. za českého panovníka. Vojenská výprava v zimě roku 1126 však skončila pro Lothara porážkou v bitvě u Chlumce. Sám Ota Olomoucký v bitvě zemřel. Již roku 1128 však Soběslav uvěznil Konráda II. Znojemského. Roku 1130 se však s Konrádem usmířil a znovu jej jmenoval znojemským knížetem. Soběslav dokázal válčit v Uhersku proti Boleslavovi III. Křivoústému, po Soběslavově vítězství se boje přesunuly do Slezska, kde trvaly až do roku 1137. O rok později se Soběslavovi podařilo, se souhlasem římského krále Konráda III. a českých předáků, prosadit nástupnictví pro svého prvorozeného syna Vladislava. Vladislav se také stal olomouckým údělníkem. Soběslav I. 14. února 1140 zemřel.
Soběslav byl ženatý s Adlétou Arpádovnou, dcerou chorvatského krále Almoše Arpádovce. Spolu s ní měl pět známých dětí, syny Vladislava, Soběslava II., Oldřicha a Václava a dceru Marii Českou, která se stala manželkou Leopolda IV. Babenberského, po jeho smrti se jejím mužem stal Heřman III. Bádenský.

### Úpadek

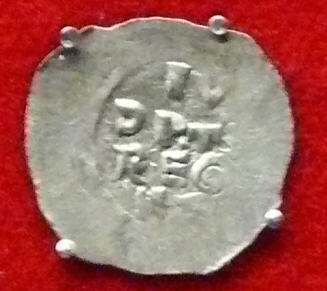
Denár krále Vladislava II.

Po Soběslavově smrti se však knížetem nestal jeho syn Vladislav, ale syn Vladislava I., Vladislav II. Předpoklady šlechticů, že budou moci nového panovníka ovládat podle své vůle, se však ukázaly liché, neboť Vladislav záhy po zvolení upevnil svou pozici a vzal si za ženu Gertrudu Babenberskou, sestru krále Konráda III. Proti Vladislavovi však vypuklo povstání, v jehož čele byl Konrád Znojemský. Mezi povstalci nechyběl ani nejstarší Soběslavovec Vladislav. Poté Vladislav uprchl do Uher, kolem roku 1156 se oženil s dcerou Albrechta I. Medvěda a někdy kolem roku 1165 bezdětný zemřel.
Druhý Soběslavův syn, Soběslav II., se během nepřítomnosti Vladislava II. pokusil získat trůn, ale byl uvězněn Vladislavovým bratrem, Děpoltem I. na hradu Přimda. O dva roky později se mu však podařilo z vězení uprchnout do říše. V roce 1161 se mu podařilo získat Olomouc, ale po vylákání z města byl Vladislavem znovu uvězněn na Přimdě. Tady zůstal až do roku 1173.
Třetí syn Oldřich uprchl do Uher nebo do Polska, v roce 1152 se octil v Říši. Díky podpoře Fridricha I. Barbarossy získal Hradecko, již o rok později, v roce 1153, musel znovu prchat do Říše. Zde zůstal až do roku 1173. Ještě méně informací máme o nejmladším Soběslavově synovi Václavovi, který do roku 1173 trávil čas kdesi v exilu.

### Boje o trůn

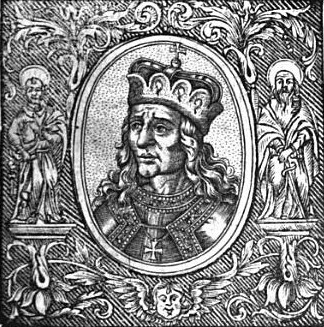
Soběslav II. podle barokní představy

Roku 1172 Vladislav II. rezignoval ve prospěch nejstaršího syna Bedřicha. Císař Fridrich Barbarossa však již následujícího roku svolal sněm do Hermsdorfu, kde novým českým knížetem ustanovil Oldřicha, Soběslavova syna. Ten se však trůnu zřekl ve prospěch svého staršího bratra Soběslava. Ten byl osvobozen z Přimdy a stal se novým knížetem. Oldřicha ustanovil olomouckým údělníkem, na jihu Moravy se stal údělníkem Konrád II. Ota, Soběslavův spojenec. Roku 1176 společně s Konrádem II. Otou přepadl Rakousy, kvůli vyvstalému sporu o Vitorazsko, které sice náleželo k českému knížectví, ale rakouskou kolonizací z něj ubývalo. Spojencem proti rakouskému vévodovi Jindřichovi II. mu byli uherský král Béla III. a štýrský markrabě Otakar IV. Drsným útokem a doprovodným rabováním, jež se dotklo i církevních majetků, však na sebe Soběslav přivolal klatbu papeže Alexandra III. A stal se nakonec svou sebevědomou, samostatnou politikou nepohodlný i císaři Barbarossovi, který navíc po své porážce u Legnana musel hledat cesty, jak si papežství udobřit. Roku 1177 uvrhl do vězení bratra Oldřicha a novým olomouckým knížetem ustanovil bratra Václava. Oldřich již ve vězení zemřel. Fridrich Barbarossa roku 1178 sesadil z trůnu Soběslava a povýšil na něj opět Bedřicha, jenž za úplatek obdržel Čechy v léno. Také předáci země se odklonili od kritizovaného „selského“ Soběslava a přimkli se k bývalému pánu.
Když se však Bedřich vydal na říšský sněm do Wormsu, Soběslav se neúspěšně pokusil obsadit Prahu. V bitvě u Loděnice sice porazil Bedřicha, ale v bitvě na Bojišti o několik dní později, díky Konrádovi II. Otovi, který poskytl Bedřichovi pomoc, Soběslav prohrál. Soběslav se pak uchýlil na hrad Skálu, ze kterého však musel uniknout do exilu. Již roku 1180 však Soběslav II. zemřel. Stejně jako Oldřich tak ani on po sobě nezanechal mužského dědice.
Hlavou rodu se tak stal Soběslavovec Václav. Po Bedřichově nastolení musel znovu prchat do Uher. Roku 1184 se vrátil do Čech, když byl povolán od šlechty vzbouřené proti Bedřichovi, a snažil se získat český trůn. Pražský hrad ovšem ubránila Bedřichova manželka Alžběta Uherská a Bedřich s německou pomocí donutil vzbouřené pány k poslušnosti. Po Bedřichově smrti roku 1189 se stal novým knížetem Konrád II. Ota a Václav se tak mohl vrátit z exilu zpět do Čech. Když o dva roky později odjížděl Konrád Ota s Jindřichem VI. do Itálie, učinil Václava správcem země. Když poté Konrád Ota v Itálii zemřel, stal se Václav novým knížetem. Brzy proti němu však vystoupil pražský biskup Jindřich Břetislav, s jehož pomocí získal Čechy v léno Přemysl Otakar I. Václav byl v Praze několik měsíců obléhán, poté utekl do Míšně. Cestou byl však zajat a v míšeňském vězení zemřel. Není známo jestli měl ženu nebo děti.

## Rodokmen
- Soběslav I. (1090?–1140)
  - Vladislav Olomoucký († 1165?)
  - Marie Česká (1124?–1172?)
  - Soběslav II. (1128?–1180)
  - Oldřich (1134–1177)
  - Václav II. (1137 – po 1192)